# خلنج قلبي
خلنج قلبي (الاسم العلمي:Erica cordata) هو نوع من النباتات يتبع جنس الخلنج من الفصيلة الخلنجية.